# Christian Nielsen (Fußballtrainer)
Christian Nielsen (* 9. Januar 1974) ist ein dänischer Fußballtrainer. Zur Zeit betreut er Lyngby BK.

## Karriere
Christian Nielsen war im Nachwuchsbereich von Lyngby BK tätig, bevor er zum 1. Januar 2013 in selbigen vom FC Nordsjælland wechselte. Im Januar 2018 kehrte Nielsen in den Nachwuchsbereich von Lyngby BK zurück, bevor er in selbigen Klub im Oktober 2018 Interimstrainer wurde. Zu diesem Zeitpunkt war Lyngby BK ein Zweitligist und nachdem der Aufstieg in die Superligæn gelang, wurde Christian Nielsen zum neuen Cheftrainer ernannt.